# Tokugawa Takachiyo
Tokugawa Takachiyo (徳川 寿千代, né le 1er avril 1860, mort le 1er mars 1865) est un samouraï japonais de la fin de l'époque d'Edo qui succède à Tokugawa Yoshiyori comme chef de la famille Tayasu-Tokugawa. Mort avant d'avoir atteint l'âge de 5 ans, Takachiyo n'a été samouraï et chef de famille que de façon nominale.